# Olmediella betschleriana
Espèce
Olmediella betschleriana est une espèce de plantes à fleurs qui fut auparavant classée dans la famille des Flacourtiaceae, et désormais dans la famille des Salicaceae. Il s'agit de la seule espèce du genre Olmediella. C'est un arbre ou un arbuste à feuillage persistant originaire du Guatemala.

## Description

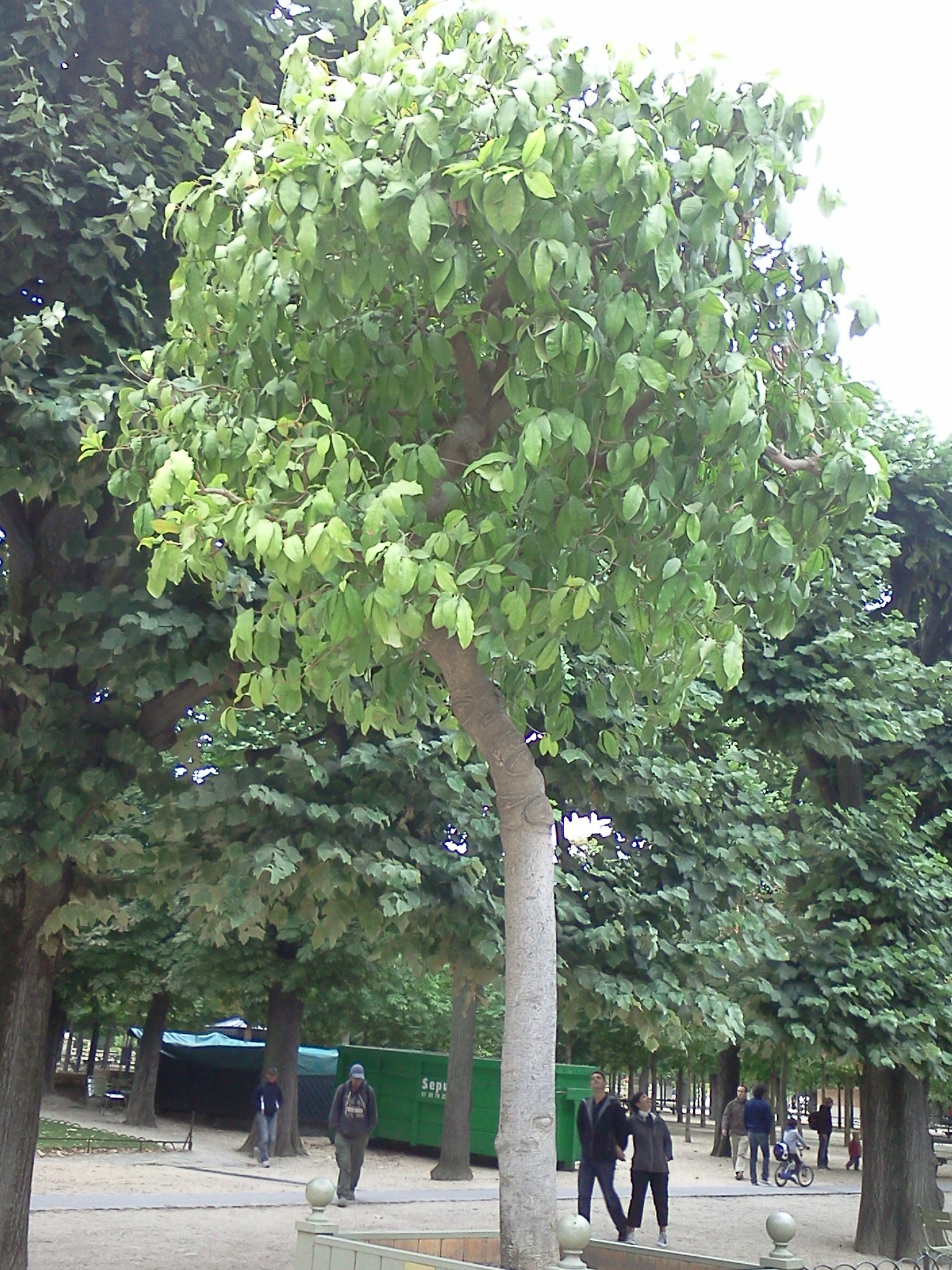
Olmediella betschleriana.

Sa hauteur est d'environ 15 mètres[réf. nécessaire], ses feuilles alternes, elliptiques oblongues, sont longues de 10 à 22 cm, larges de 4 à 7,5 cm[réf. nécessaire], à la base aiguë, à l'apex aigu, aux stipules caduques. Les fleurs sont unisexuées, apétales et forment des baies globuleuses longues de 25 à 45 mm, avec un diamètre de 30 à 60 mm[réf. nécessaire].

### Pour l'espèce
- (en) NCBI : Olmediella betschleriana (taxons inclus)
- (en) GRIN : espèce Olmediella betschleriana  (Gopp.) Loes.

### Pour le genre
- (en) NCBI : Olmediella (taxons inclus)
- (en) GRIN : genre Olmediella  Baill. (+liste d'espèces contenant des synonymes)